# Houmt Souk
Houmt Souk este cel mai mare oraș de pe insula Djerba, Guvernoratul Medenine, Tunisia.

### Galerie de imagini

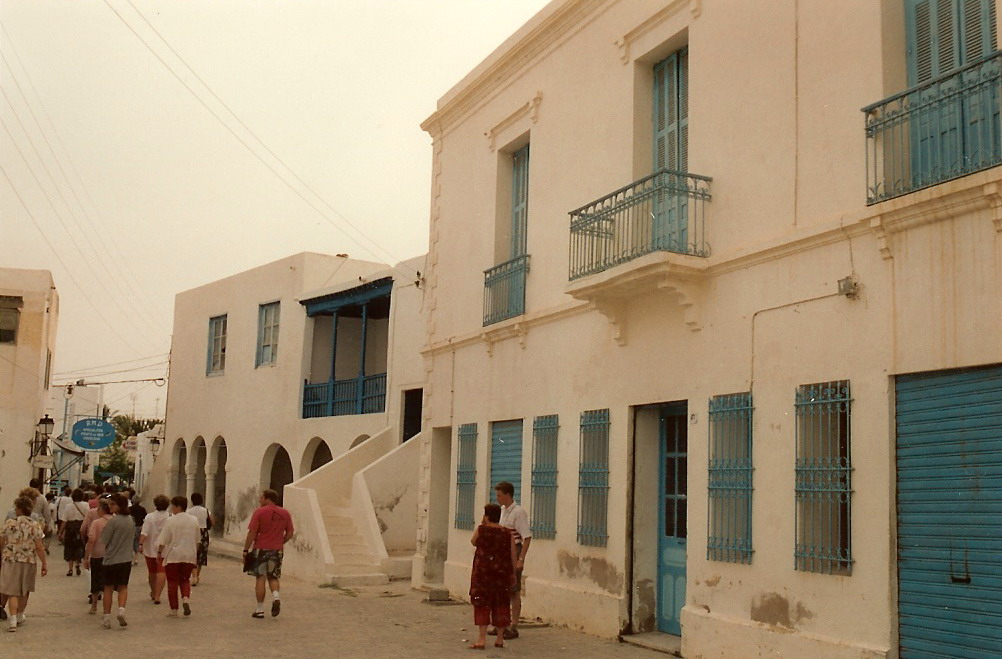
Houmt Souk
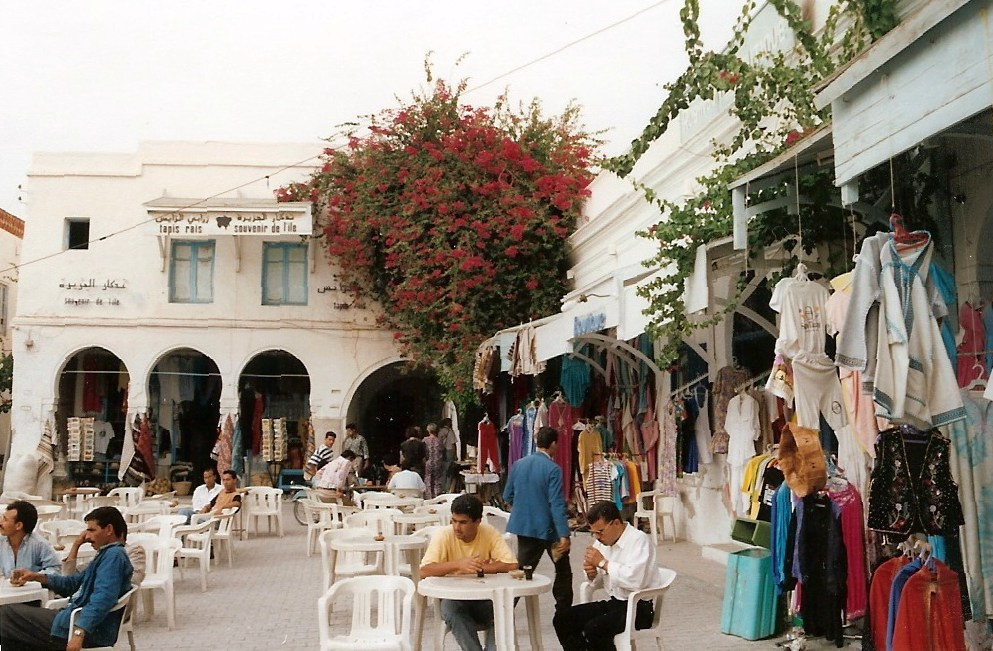
Houmt Souk
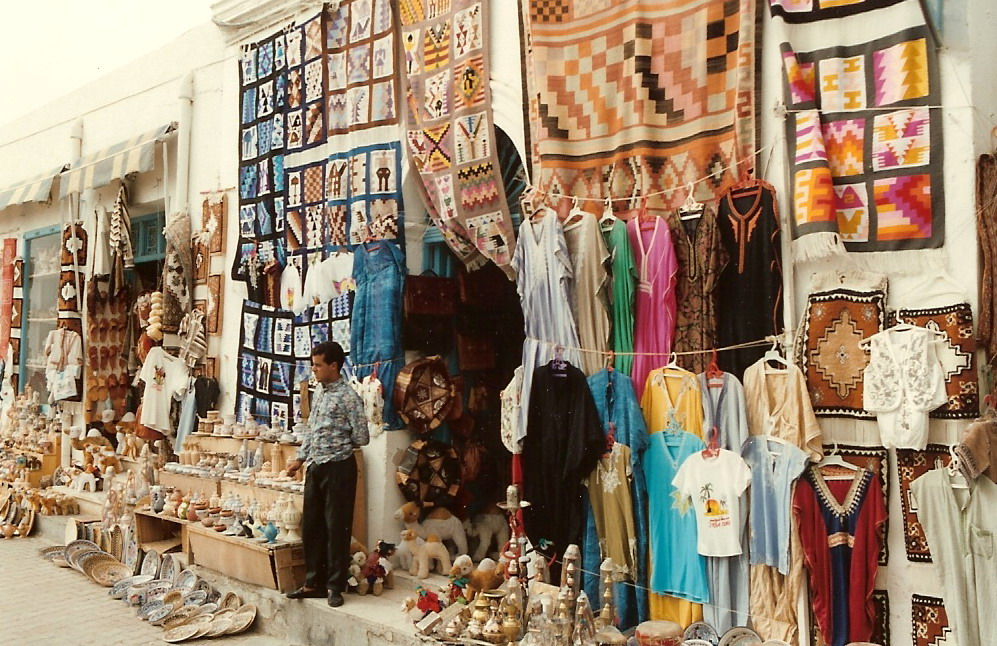
Houmt Souk
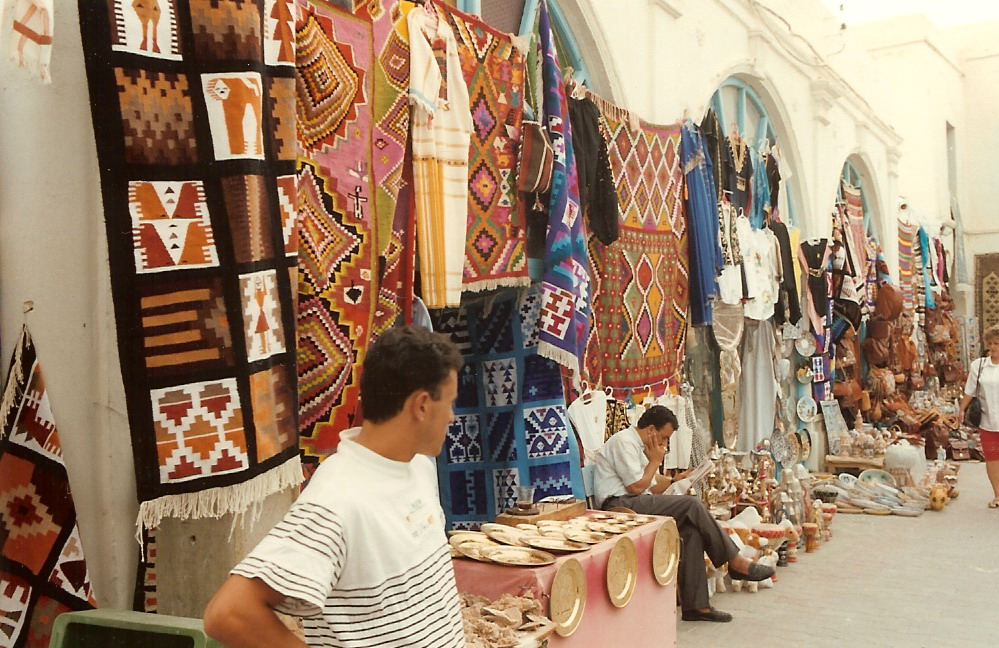
Houmt Souk